# Thaddea Graham
Thaddea Graham, née le 29 mars 1997 en Chine, est une actrice sino-nord-irlandaise. Elle se fait connaître grâce au rôle de Iona dans la série télévisée L'Écuyer du roi sur Netflix.

## Biographie

### Jeunesse et formation
Thaddea Graham est née en Chine, et élevée dans le comté de Down en Irlande du Nord.
Elle entre à l'école primaire à Killinchy (en) et, bien plus tard, à la Bloomfield Collegiate School (en) à Belfast,. Elle se forme ensuite à l'Arts Educational School (en) à Londres, où elle obtient le diplôme le baccalauréat en arts en 2018.

### Carrière
En décembre 2018, elle est, parmi les acteurs, annoncée comme actrice principale dans L'Écuyer du roi (The Letter for the King, 2020).
En décembre 2019, on révèle qu'elle est Bea dans Les Irréguliers de Baker Street (The Irregulars, 2021), d'après le canon holmésien signé Arthur Conan Doyle, représentant la bande de gamins qui travaille pour le docteur Watson afin de protéger Londres contre les éléments surnaturels,.

## Filmographie

### Longs métrages
- 2025 : After the Hunt de Luca Guadagnino
- 2026 : Artificial de Luca Guadagnino

### Court métrage
- 2014 : Painkiller de Carol Murphy

### Séries télévisées
- 2015 : The Sparticle Mystery : Lucie (2 épisodes)
- 2015 : Dani's Castle : Atka (saison 3, épisode 8 : Groundbog Day)
- 2019 : Curfew : Hanmei (7 épisodes)
- 2020 : L'Écuyer du roi (The Letter for the King) : Iona (6 épisodes)
- 2020 : Us (en) : Kat (3 épisodes)
- 2021 : Les Irréguliers de Baker Street (The Irregulars) : Bea (8 épisodes)
- 2021 : Doctor Who : Bel (saison 13, 6 épisodes au 7 décembre 2021)
- 2023 : Sex Education : Sarah Owens « O » (rôle principal saison 4)